# Willy Hochkeppel
Willy Hochkeppel (* 2. November 1927 in Düsseldorf; † 15. August 2022) war ein deutscher Philosoph und Publizist. Er war von 1981 bis 1992 fest angestellter Kulturredakteur beim Bayerischen Rundfunk, Mitarbeiter verschiedener großer Zeitungen und Zeitschriften sowie Herausgeber einiger Sammelbände zu Themen der Philosophie und Soziologie. In seinen Sendungen und Publikationen ging er seinen künstlerischen, literarischen und musikalischen Neigungen nach.

## Leben und Werk
Willy Hochkeppel ist in Düsseldorf aufgewachsen, wo sein Vater Gymnasiallehrer war. Schon früh befasste sich Hochkeppel mit Literatur, Musik und Philosophie. Bereits 1948 im Alter von 21 Jahren war er Mitherausgeber der Musikzeitschrift „Jazz“, in der auch über moderne Lyrik und Literatur und Kunst im Allgemeinen geschrieben wurde. Danach studierte er in München Neuere Deutsche Literaturwissenschaft, Geschichte, Theaterwissenschaft, Philosophie und Psychologie. 1957 promovierte er in Theaterwissenschaft mit einer Arbeit über die veränderte Zeitwahrnehmung im modernen Theater.
Für Kulturredaktionen in den Radiosendern der ARD, vorrangig für den Südwestfunk und den Bayerischen Rundfunk arbeitete er zunächst als freier Mitarbeiter. Im Hörfunk des Bayerischen Rundfunks prägte er ab 1960 die Sendung „Aus dem literarischen Leben“ und war danach schwerpunktmäßig für das bis heute bestehende Nachtstudio tätig. Ab 1981 war er Kulturredakteur beim BR-Hörfunk, wo er bis zu seiner Pensionierung 1992 insgesamt 2000 Sendungen verantwortete.
Im Bayerischen Rundfunk initiierte Hochkeppel 1982 die Sendereihe „Sonntag um sechs - Ein Kulturjournal“, in der sich die Kulturkritik nicht nur auf Kunstprodukte beschränkte, sondern alles thematisierte, was menschliche Kultur ausmacht. Seit 1985 firmiert die Sendung unter dem Titel „Kulturjournal“. Hochkeppel erstellte beim Kulturjournal insgesamt 100 Sendungen. Daneben schrieb er in Zeitungen und Zeitschriften Artikel, insbesondere über philosophische Themen, zum Beispiel auch in der ZEIT. Ausführlich dokumentiert ist der Werdegang von Hochkeppel vom Bub, der die Reichskristallnacht und den Synagogenbrand in Düsseldorf erlebte, zum Anti-Nazi, der 1948 mit 21 Jahren sein Abitur machte, zum Schriftsteller, Philosophen und Kulturradioredakteur in der Gesprächssendung Alphaforum vom 27. Juni 2001, in der Hochkeppel im Gespräch mit Ernst Emrich Auskunft über sich, sein Leben, sein Denken und seine beruflichen Stationen gibt. Der Text der Sendung ist im BR-Online-Angebot abrufbar.
Eine Würdigung des Schaffens Hochkeppels lieferte im Rahmen einer Rezension in der Süddeutschen Zeitung der Philosoph Julian Nida-Rümelin. Er bescheinigte dem „knorrigen Einzelgänger zwischen Philosophie und Journalistik“, dass ihm aufgrund seiner Kompetenz zweifellos eine akademische Karriere offengestanden habe. Er habe sich dagegen entschieden, und davon habe „die an Philosophie interessierte Öffentlichkeit über Jahrzehnte immens profitiert.“ Hochkeppel, „geschult an analytischer Philosophie und kritischem Rationalismus“, habe sich von vielen analytischen Philosophen, insbesondere in den USA, darin unterschieden, „dass er die Klassiker der europäischen Philosophie kennt und schätzt.“ Sein Werk und wohl auch die Person, sei „von einem Pathos der Nüchternheit und Klarheit geprägt, das ohne ein leidenschaftliches philosophisches Interesse nicht durchzuhalten gewesen wäre.“

Thomas Meyer schreibt in der Süddeutschen Zeitung in seinem Nachruf auf Willy Hochkeppel:

„Erinnert sei nur an die brillante Reihe "Soziologie zwischen Kalkül und Prophetie" und die Auseinandersetzungen zwischen alter und neuer Linker Anfang der siebziger Jahre, die sich unter dem Stichwort Kulturindustrie ins Gedächtnis der Hörer und Leser einschrieb...Wachsamkeit, das wusste der Augenzeuge des Düsseldorfer Synagogenbrandes 1938, ist eine Bürgerpflicht.“

## Schriften
- (Hrsg.): Die Antworten der Philosophen heute. Mit Beiträgen von Wilhelm Essler, Joachim Hölling, Friedrich Kambartel, Peter Krausser, Hans Lenk, Reinhart Maurer, Jürgen Mittelstraß, Werner Schneider. Szczesny, München 1967.
- Denken als Spiel: 111 Intelligenz-Übungen für Anfänger und Fortgeschrittene. Mit einem linguistischen Beitrag von Carl Amery. Langewiesche-Brandt, Ebenhausen bei München, 1970, ISBN 3-7846-0051-4
- (Hrsg.): Soziologie zwischen Theorie und Empirie. Grundprobleme. Mit Originalbeiträgen von Th.W.Adorno, Hans Albert, Ernest Gellner, Ernst Topitsch, Amitai Etzioni, Talcott Parsons u. a. Nymphenburger Verlagsbuchhandlung, München 1970.
- Modelle des gegenwärtigen Zeitalters. Thesen der Kulturphilosophie im Zwanzigsten Jahrhundert mit einem bio-bibliographischen Anhang. Nymphenburger, München 1973, ISBN 3-485-01832-5.
- Mythos Philosophie. Hoffmann und Campe, Hamburg 1976, ISBN 3-455-09111-3.
- War Epikur ein Epikureer? Aktuelle Weisheitslehren der Antike. dtv, München 1984, ISBN 3-423-10360-4.
- Endspiele. Zur Philosophie im 20. Jahrhundert. dtv, München 1993, ISBN 3-423-04594-9.
- Mäandertal. Parerga, Düsseldorf 2001, ISBN 3-930450-61-5.
- Philosophische Traktate abseits des Geläufigen. Revisionen, Alternativen, Prospekte. Königshausen und Neumann, Würzburg 2015, ISBN 978-3-8260-5792-2.